# Kómoda, la vida sin energía
Kómoda, la vida sin energía es un documental español estrenado el 24 de septiembre de 2019 en Canal Odisea, dirigido por Douglas Belisario y conducido por Nicolás Coronado, hijo de José Coronado y Paola Dominguín.

## Sinopsis
El documental describe una sociedad cansada por el estrés laboral, el descanso insuficiente, nutrición desequilibrada y un mal uso de las nuevas tecnologías. Reflexiona sobre las causas que provocan la fatiga y a través de entrevistas a varios profesionales propone posibles soluciones, en ámbitos como el trabajo, el ocio y la alimentación.  
Entrevista a José Miguel Mulet, catedrático y profesor de bioquímica en la Universidad Politécnica de Valencia; al doctor José Polo, presidente de la Sociedad Española de Médicos de Atención Primaria – SEMERGEN; a José Luis Casero, presidente de la Comisión para la Racionalización de los Horarios Españoles (ARHOE); a Ramón de Cangas, dietista-nutricionista y doctor en biología molecular; al profesor Alfred Sonnenfeld, catedrático de antropología y doctor en teología; a Cecilia Múzquiz, directora de la revista Cosmopolitan en España; a Leandro Fernández Macho, coach y formador; a Ana Lombardía, psicóloga y sexóloga; y a Macarena Cutillas, profesora de yoga. 
También llamado «Kómoda, la vida sin fuelle» en un inicio, se terminó de montar en marzo de 2019.

## Estreno
Kómoda, la vida sin energía se presentó durante una premier en la sede de la Academia de Cine en Madrid el 2 de abril de 2019 y en la ciudad de Vigo un mes más tarde, el 21 de mayo de 2019.

## Comercialización
El canal de televisión por suscripción español operado por AMC Networks International Southern Europe compró los derechos de Kómoda, la vida sin energía, para su emisión durante un año en Odisea. Se estrenó en exclusiva para España y Portugal el 24 de septiembre de 2019 en este canal, y desde 2020 ya se puede ver íntegramente en Youtube.

## Premios
Ha sido galardonado con los siguientes premios:
- 2019: Premio Paraguas de Comunicación en la categoría Mejor Estrategia de Comunicación Externa.[10]
- 2020: IPRA Golden World Award 2020. Category Integration of traditional and new media – Agency.